# مرتضی سرمدی
مرتضی سرمدی (زاده ۱۳۳۳ تهران) دیپلمات و سیاست‌مدار ایرانی است که آخرین منصب او قائم‌مقامی وزیر امور خارجه بود.
سرمدی فعالیت در وزارت امور خارجه را از سال ۱۳۵۹ آغاز کرد، از ۱۳۶۸ تا ۱۳۷۶ معاون ارتباطات وزیر امور خارجه بود و از ۱۳۷۶ تا ۱۳۷۹ معاونت اروپا، آمریکا وزارت امور خارجه را برعهده داشت. وی در فاصله سالهای ۱۳۷۹ تا ۱۳۸۳ سفیر ایران در بریتانیا بود و از ۱۳۸۳ تا ۱۳۸۴ نیز معاونت اروپا و آمریکای وزارت امور خارجه را برعهده داشت. سرمدی از سال ۱۳۶۱ تا ۱۳۷۱ نیز سخنگوی وزارت امور خارجه بوده‌است.